# 首山站
首山站位于辽宁省辽阳县首山镇，为沈大铁路上的一个火车站。建于1907年。距离沈阳站75公里，大连站322公里，隶属沈阳铁路局管辖。现为四等站。